# Dom przedpogrzebowy w Krakowie
Dom przedpogrzebowy w Krakowie – dawny żydowski dom przedpogrzebowy zlokalizowany na podgórskim cmentarzu żydowskim nowym w Krakowie-Podgórzu.
Przygotowania do budowy domu przedpogrzebowego sięgają roku 1920, gdy ogłoszono międzynarodowy konkurs skierowany do architektów pochodzenia żydowskiego na zagospodarowanie przestrzeni cmentarza. W warunkach określono m.in. że dominującym budynkiem ma być monumentalna hala przedpogrzebowa. Za zwycięski uznano projekt Adolfa Siódmaka. Do września 1922 przygotowano plany realizacyjne, zaś budowa rozpoczęła się w 1926 roku. Hala była trzyczęściowa, z czego najwyższa część (środkowa) miała 25 metrów wysokości. Wszystkie trzy części zwieńczone były kopułami i udekorowane w stylu orientalnym, zaś w oknach hali znajdowały się witraże. Cmentarz wraz z domem przedpogrzebowym otwarto 6 kwietnia 1932 roku, prace wykończeniowe trwały jednak do końca lat 30. XX wieku i nie zostały ukończone. W czasie II wojny światowej budynek był miejscem przechowywania m.in. 150 zwojów Tory oraz różnych elementów wyposażenia krakowskich synagog, które ukryto w kopule domu. W 1943 komendant obozu Plaszow (obóz obejmował m.in. teren cmentarza) Amon Göth rozkazał zlokalizować w budynku stajnię oraz chlew. W 1944 zdecydowano o wysadzeniu gmachu – przetrwało jedynie zachodnie skrzydło hali, które uległo zniszczeniu w czasach powojennych